# Suzanne (prymityw w Blenderze)

Suzanne

Suzanne to nazwa wbudowanego w programie Blender prymitywu w kształcie głowy małpy. Składa się on z ponad 500 wierzchołków i jest alternatywą dla bardziej popularnego czajnika z Utah, który występuje w wielu innych programach do modelowania 3D.
Suzanne jest często używana do testowania materiałów, a także, podobnie jak wspomniany czajnik, staje się regularnie tematem żartów w środowisku grafików. Autorem modelu jest Willem-Paul van Overbruggen, zaś inspiracją dla imienia stała się postać małpy z filmu Szczury z supermarketu Kevina Smitha.
Fundacja Blendera przyznaje coroczne nagrody Suzanne Awards za osiągnięcia w dziedzinie grafiki 3D z wykorzystaniem programu.